# Sergio Vázquez Lahera
Sergio Vázquez Lahera (Novallas, Zaragoza, Aragón, 20 de septiembre de 1977) más conocido como Chicho Vázquez, es un entrenador de fútbol español. Actualmente dirige al Club Atlético Cirbonero de la Segunda Federación.

## Trayectoria

### Como entrenador
Tras ser jugador de fútbol del Club Deportivo Murchante, en 2008 se hace cargo del club de Tudela al que dirige durante tres temporadas en la Tercera División de España - Grupo XV.
En junio de 2011, firma por el Club Atlético Cirbonero de la Tercera División de España, al que dirige durante dos temporadas.
El 17 de diciembre de 2014, firma por el Club Atlético Cirbonero de la Tercera División de España, tras la destitución de Gonzalo Santamaría.
En la temporada 2019-20, regresa al Club Atlético Cirbonero de la Tercera División de España, al que dirige durante 26 partidos.
El 19 de octubre de 2022, tras la destitución de Xabi Mata, se hace cargo del Club Atlético Cirbonero de la Segunda Federación.

## Clubes
| Club                     | País              | Año             |
| ------------------------ | ----------------- | --------------- |
| Club Deportivo Murchante | Bandera de España | 2008-2011       |
| Club Atlético Cirbonero  | Bandera de España | 2011-2013       |
| Club Atlético Cirbonero  | Bandera de España | 2014-2017       |
| Club Atlético Cirbonero  | Bandera de España | 2019-2020       |
| Club Atlético Cirbonero  | Bandera de España | 2022-actualidad |